# Percey-le-Grand
Percey-le-Grand è un comune francese di 101 abitanti situato nel dipartimento dell'Alta Saona nella regione della Borgogna-Franca Contea.

## Società

### Evoluzione demografica
Abitanti censiti